# 谷口拓也
谷口 拓也（たにぐち たくや、1979年9月17日 - ）は、日本のプロゴルファー。徳島県出身。
東北福祉大学在学時の2000年・2001年に「四国アマチュア選手権」を連覇、また2001年の「日本学生ゴルフ選手権」で2位となり、2002年にプロに転向した。
2004年の「アイフルカップゴルフトーナメント」で初優勝、同年の2004年度ジャパンゴルフツアー表彰式で最優秀新人賞を獲得した。2006年の成績は賞金ランク30位。
2008年にはサン・クロレラクラシックでツアー2勝目を挙げる。2017年には大学の先輩である谷原秀人の全米オープンや全英オープンなどの挑戦をキャディとして支えた。
谷口の父親がさだまさしの知人である関係でさだ企画に所属していた（2018年の時点ではフリー）ため「2007年新春生放送 年の初めはさだまさし」「2009年新春生放送 年の初めはさだまさし」（NHK総合）のゴルフコント「多滝鱒造の人生レッスン」に出演した。